# Sapajus
A Sapajus az emlősök (Mammalia) osztályának főemlősök (Primates) rendjébe, ezen belül a csuklyásmajomfélék (Cebidae) családjába és a csuklyásmajomformák (Cebinae) alcsaládjába tartozó nem.

## Rendszertani besorolásuk
A csuklyásmajomformák alcsaládjába tartozó fajokat, korábban két csoportra osztották, de ezzel a felosztással, nem minden tudós értett egyet, emiatt, 2011-ben és 2012-ben, Jessica Lynch Alfaro és társai a Cebus nemből kivonták az úgynevezett C. apella csoportot és nemi szintre emelték, Sapajus név alatt. A Cebus nem kettéválasztásának oka a nemen belüli különböző testfelépítés volt; az új Sapajus nembe a robusztusabb testfelépítésű fajok kerültek, míg a Cebus nemben megmaradtak a karcsút testfelépítésűek, azaz a C. capucinus csoportbeliek.

## Rendszerezésük
A nembe, melyet korábban C. apella csoportként volt ismert, az alábbi 6 faj tartozik:
- Apella csuklyásmajom (Sapajus apella) (Linnaeus, 1758) - típusfaj
- Sapajus flavius Schreber, 1774 - újra felfedezett faj[8]
- Sapajus libidinosus Spix, 1823
- Sapajus macrocephalus (Spix, 1823) - egyes rendszerező szerint az Apella csuklyásmajom alfaja[9]
- Sapajus nigritus (Goldfuss, 1809)
- Sapajus xanthosternos Wied, 1826